# Judith of Bethulia
Judith of Bethulia is een Amerikaanse dramafilm uit 1914 onder regie van D.W. Griffith. Het scenario is gebaseerd op het Bijbelboek Judith. Destijds werd de film in Nederland uitgebracht onder de titel Judith van Bethulië.

## Verhaal
De Joodse stad Bethulië wordt belegerd door de Assyriërs. De weduwe Judith heeft een plan om de oorlog te stoppen. Ze verkleedt zich als een meisje uit een harem en ze tracht een belangrijke Assyrische bevelhebber te verleiden om hem daarna te vermoorden.

## Rolverdeling
| Acteur              | Personage           |
| ------------------- | ------------------- |
| Blanche Sweet       | Judith              |
| Henry B. Walthall   | Holofernes          |
| Mae Marsh           | Naomi               |
| Robert Harron       | Nathan              |
| Lillian Gish        | Jonge moeder        |
| Dorothy Gish        | Kreupele bedelares  |
| Kate Bruce          | Meid van Judith     |
| J. Jiquel Lanoe     | Eunuch              |
| Harry Carey         | Assyrische verrader |
| W. Chrystie Miller  | Bethuliër           |
| Gertrude Robinson   |                     |
| Charles Hill Mailes | Bethulische soldaat |
| Edward Dillon       |                     |